# Parapentas
Parapentas là một chi thực vật có hoa trong họ Thiến thảo (Rubiaceae).

## Loài
Chi Parapentas gồm các loài: